# Глазенап, Роман Григорьевич
Роман Григорьевич Глазенап (?—1835) — русский военачальник, генерал-майор, герой Отечественной войны 1812 года и Русско-турецкой войны 1828—1829 годов.

## Биография
Происходил из остзейского рода Глазенап, давшего русской армии и флоту многочисленных генералов и адмиралов. Родился в Пензенской губернии.
Начинал службу поручиком Лейб-гвардии Уланского полка.
Участвовал в Отечественной войне 1812 года. За храбрость в сражении под Полоцком был награждён золотым оружием «За храбрость» и орденом Св. Владимира 4-й степени с бантом. За отличие под Борисовым (15-16 ноября 1812) штабс-ротмистр Глазенап был награждён орденом Св. Анны 2-й степени.
В 1820 году был произведён в полковники и назначен командиром Елисаветградского гусарского полка.
С 16 сентября 1826 по 27 июня 1831 года — полковой командир Каргопольского драгунского полка. Прошёл с полком русско-турецкую войну 1828—1829 годов. За Сражение при Боелешти в отряде генерала Гейсмара награждён орденом Св. Владимира 3-й степени. C 1829 года — генерал-майор. За выслугу 25 лет в действующей армии 19 декабря 1829 года он был награждён орденом Св. Георгия 4-й степени (№ 4304).
Скончался в 1835 году, из списков исключён 14 ноября.